# Beleznay Margit (színművész, 1887)
Beleznay Margit, 1913-ig Baum, T. Beleznay Margit (Budapest, 1887. szeptember 28. – 1923 után) színésznő. 

## Élete
Baum Mór (1841–1896) kereskedelmi utazó és Stiasny Teréz lánya. 1903–04-ben a Népszínház énekkarának tagja volt. Ezután elvégezte Rákosi Szidi színiiskoláját. 1907–08-ban Kecskeméten, 1908–09-ben Polgár Béla, 1910–11-ben Krecsányi Ignác társulatában, 1911–12-ben Debrecenben, 1912–13-ban Pozsonyban Mezei Kálmánnál, 1916–17-ben Kolozsvárott játszott. Szubrettszerepeket alakított. A budapesti Apolló Kabaré tagja is volt.

## Magánélete
Férje Tóth Sándor kolozsvári lapszerkesztő volt.

## Filmszerepei
- A feleségem hű asszony (1912, szkeccs) – feleség
- Robinson Krausz (1913, szkeccs)
- A rejtély (1916)
- Házasodik az anyósom (1915–1916)